# Montgomery (Massachusetts)
Montgomery è un comune degli Stati Uniti d'America facente parte della contea di Hampden nello stato del Massachusetts.